# Platychelus puerilis
Platychelus puerilis är en skalbaggsart som beskrevs av Hermann Burmeister 1844. Platychelus puerilis ingår i släktet Platychelus och familjen Melolonthidae. Inga underarter finns listade i Catalogue of Life.